# 延坪岛
37°40′0″N 125°41′47″E / 37.66667°N 125.69639°E
延坪岛（：／ Yeonpyeong do */?），是大韓民國位於黄海京畿湾中的一个群岛，分为6.19平方公里的大延坪岛和0.94平方公里的小延坪岛。

## 地理
该群岛位于和南韩北方分界线附近，为西海五岛中最靠近朝鲜海岸的部分，僅約10公里。朝韩双方对此岛归属有争议，曾爆发海上军事冲突。目前，该岛在韩国仁川广域市甕津郡的实际管辖下。
延坪岛人口约2,000人，附近海域为重要的渔场，近年来中华人民共和国渔船在此的活动遭到韩国方面的反对，双方渔船多次发生对峙。韩国政府也加强了对附近海域的管理。

## 朝鲜炮轟
2010年11月23日下午2時半（UTC+9）左右，因韩国於當地進行例行性砲兵操演，使得朝鲜突然向延坪岛開炮還擊，導致島上民房起火，並造成韩国軍民受傷，而韩国軍方還擊開火炮擊朝鲜海岸基地，並把居民緊急疏散至防空洞。
自2024年1月5日起，朝鲜军队连续三日在白翎岛北方长山岬一带和延坪岛北方登山串一带朝北方界线方向发射海岸炮，炮弹大多落入韩朝海上缓冲区，少部分落点逼近西海北方界线以北7公里处。在5日当天，韩国军队使用K9自行火炮和坦克炮等进行海上射击训练，炮弹落在海上缓冲区。

## 相關戰役
- 第一次延坪海战
- 第二次延坪海战
- 延坪岛炮击事件
- 延坪島海域槍殺南韓公務員事件